# National Cartoon Museum
O National Cartoon Museum foi um museu americano dedicado à coleção, preservação e exibição de desenhos animados, histórias em quadrinhos e animação . Foi a ideia de Mort Walker, criador de Beetle Bailey. 
O museu foi inaugurado em 1974, passou por várias mudanças de nome, realocações e fechamentos temporários, antes de finalmente fechar definitivamente em 2002. Originalmente conhecido como Museu de Arte em Cartum em 1974, o nome foi alterado para Museu Nacional de Cartum quando se mudou para Boca Raton, Flórida, em 1992.  Em 1996, tornou-se o Museu Internacional de Arte em Cartum. 
Em junho de 2008, a coleção de Walker foi fundida com a Billy Ireland Cartoon Library &amp; Museum, afiliada à Ohio State University em Columbus, Ohio. 

## História
Walker começou a preservar obras de arte em quadrinhos nos anos 40, quando descobriu o King Features Syndicate usando desenhos de Krazy Kat para absorver vazamentos de água. Walker morava em Greenwich, Connecticut, e em 1974, com uma contribuição de US $ 50.000 da Hearst Foundation, ele abriu seu museu nas proximidades, na 850 Canal Street, em Stamford, Connecticut. Dois anos depois, o proprietário decidiu que poderia alugar a mansão por um valor maior, forçando uma mudança para um espaço na Field Point Road, em Greenwich, Connecticut. Mais tarde, o museu ocupou o castelo de Ward, uma casa grande, dilapidada em Port Chester, New York. 
No final de 1991, a cidade de Boca Raton, na Flórida, convidou Walker para se mudar para lá e o museu se preparou para se mudar em 1992.
Enquanto trabalhava para reabrir, o museu foi roubado, perdendo-se os originais de Dick Tracy e Prince Valiant, bem como de alguns filmes de animação da Disney. Depois de adquirir mais financiamento, e uma doação da Disney  e arte da Diamond Comic Distributors, de Steve Geppi, o recém  criado Museu Internacional de arte dos desenhos animados, finalmente abriu as portas em 1996. Eles também nomearam Gary Hood como diretor de assuntos curatoriais.
No entanto, o museu não atraiu doações suficientes e dois patrocinadores corporativos faliram.   Em 1998, a Hearst Foundation entrou novamente, dando ao museu US$ 1 milhão. No entanto, para pagar algumas das dívidas (incluindo pagamentos pendentes de hipotecas),  Walker leiloou um desenho do Mickey Mouse em 2001 por US $ 700.000.   Não foi suficiente, no entanto; o museu foi forçado a fechar em 2002, e a coleção foi armazenada. 
Foi feita uma tentativa de se mudar para três andares do Empire State Building em Nova York em 2007, mas o acordo fracassou por motivos controversos. Walker finalmente aceitou uma oferta para mesclar sua coleção com a da Ohio State University em 2008. 

## Coleção
A coleção inclui mais de 200.000 desenhos originais, 20.000 quadrinhos, 1000 horas de filme e fita e vários outros itens. Consiste quase inteiramente em doações de artistas, incluindo Chester Gould (Dick Tracy), Hal Foster (Príncipe Valiant), Bill Keane (Family Circus), cartunista político Jeff MacNelly, Mike Peters ( Mother Goose e Grimm), Milton Caniff (Terry e Os Piratas), Dik Browne ( Hägar, o Horrível), Stan Lee (Homem-Aranha), Rube Goldberg e outros. Segundo os curadores, o valor é estimado em US $ 20 milhões. Entre suas posses premiadas está o primeiro desenho de Mickey Mouse, de Ub Iwerks, para a estréia no cinema do personagem em Plane Crazy (1928). 

## Hall da fama dos desenhos animados de William Randolph Hearst
Iniciado em 1974, o Hall of Fame foi renomeado para William Randolph Hearst Cartoon Hall of Fame em 1997, após um patrocínio ter sido fornecido pela Fundação Hearst. Os 31 indicados, escolhidos por autoridades não cartunistas, são: 
| - Peter Arno - Carl Barks - Dik Browne - Milton Caniff - Al Capp - Roy Crane - Billy DeBeck - Rudolph Dirks - Walt Disney - Will Eisner - Bud Fisher - Harold Foster - Elzie Segar - Charles Dana Gibson - Rube Goldberg - Chester Gould | - Harold Gray - George Herriman - Lynn Johnston - Chuck Jones - Walt Kelly - Winsor McCay - George McManus - Thomas Nast - Frederick Opper - Richard Outcault - Alex Raymond - Charles Schulz - Jimmy Swinnerton - Mort Walker - Chic Young - Cathy Guisewite |